# HD 4208
HD 4208 is een ster, ongeveer 111 lichtjaar van ons vandaan in het sterrenbeeld Beeldhouwer. De ster is een gele dwerg ster die veel op onze Zon lijkt, de Zon is echter net iets heter en helderder. De ster is niet zichtbaar met het blote oog, wel met een telescoop of een verrekijker. 
In 2001 is er een exoplaneet bij de ster ontdekt, HD 4208 b. 